# Zalmay Khalilzad
Zalmay Mamozy Khalilzad (paštunsky ځلمی خلیل زاد, nar. 22. března 1951 Mazáre Šeríf, Afghánistán) je americký diplomat afghánského původu. V letech 2018–2021 byl zvláštním vyslancem Spojených států pro Afghánistán. Za vlády prezidenta George W. Bushe působil v letech 2004–2005 v Afghánistánu jako velvyslanec a v letech 2005–2007 zastával úřad velvyslance USA v Iráku. Prezident Bush jej poté v roce 2007 jmenoval velvyslancem Spojených států při Organizaci spojených národů, kde setrval do roku 2009.
Khalilzad byl hlavním strůjcem mírové dohody s Tálibánem v katarském Dauhá v roce 2020, na jejímž základě se měla americká vojska z Afghánistánu stáhnout a v zemi po 18 letech zavládnout mír. Poté, co se dohodu nepodařilo naplnit a stažení amerických vojsk vedlo k ovládnutí země Tálibánem, Khalilzad ze svého postu odstoupil.